# Meister des Wodhull-Harberton-Stundenbuchs
Als Meister des Wodhull-Harberton-Stundenbuchs (engl. Master of the Wodhull-Harberton Hours) wird ein niederländischer Buchmaler bezeichnet, der um 1490 in Delft in den Niederlanden tätig war. Der Ort seines Schaffens wird von den architektonischen Stilelementen abgeleitet, die er in seinen Bildern benutzte und die typisch für die Buchmalerei im Delft seiner Zeit sind.
Der namentlich nicht bekannte Meister des Wodhull-Harberton-Stundenbuchs erhielt seinen Notnamen nach einem von ihm ausgemalten Stundenbuch, das sich im 18. Jahrhundert im Besitz des Buchsammlers und Dichters Michael Wodhull (1740–1816) befand. Dieser hatte es 1781 bei einer Auktion erworben. Zuvor befand es sich im Besitz von Henry Viscount Harberton. Es besteht aus 249 Seiten und enthält acht ganzseitige vom Meister des Wodhull-Harberton-Stundenbuchs gemalte Illustrationen. Das Stundenbuch ist in einem handlichen Format mit ungefähr 20 Zentimeter hohen und 13 Zentimeter breiten Seiten aus Pergament erstellt.
Das Wodhull-Harberton-Stundenbuch ist ein typisches Beispiel für ein Werk, das für Auftraggeber im Umfeld der Devotio moderna geschaffen wurde. Diese christlich-humanistische Bewegung im späten Mittelalter forderte das persönliche Studium der grundlegenden Texte des Christentums als Voraussetzung einer persönlichen Beziehung zu Gott. Die Motive der Bilder im Stundenbuch zeigen diese persönliche Beziehung, indem sie den Auftraggeber des Buches in Andacht vor dem Gekreuzigten darstellen und weitere Heilige zeigen, die als lebende und teilnehmende Zeugen die Botschaft einiger Bilder unterstreichen. Wohlhabende private Auftraggeber hatten Delft zu einem Zentrum der Buchmalerei werden lassen und neben dem Wodhull-Harberton Stundenbuch hat der Meister des Wodhull-Harberton-Stundenbuchs noch Miniaturen zu weiteren gleichartigen Stundenbüchern beigetragen. So werden ihm neben einem weiteren Stundenbuch aus Delft auch Bilder im sogenannten Manderscheid-Stundenbuch und im sogenannten Da-Costa-Stundenbuch zugeschrieben.
Der Meister des Wodhull-Harberton-Stundenbuchs scheint mit dem Stil der bedeutenden Tafelbildmaler seiner Zeit wie dem in Brüssel wirkenden Rogier van der Weyden und dem in Brügge wirkenden Hans Memling vertraut gewesen zu sein. Er zeigt wie sie eine detail- und naturgetreue Darstellungsweise, die den Beginn der Renaissance in der Malerei anzeigt. Auch ist ein Einfluss von dem in Gent und Brüssel wirkenden Hugo van der Goes zu sehen, einem heute zu den Hauptmeistern der Kunst der Spätgotik und Frührenaissance gerechneten Maler in den Niederlanden. Es wird vermutet, dass der Meister des Wodhull-Harberton-Stundenbuchs zuerst im Laufe einer Ausbildung in der Region um Brügge mit dem Stil dieser drei Maler in Berührung kam.